# Akalpia
Akalpia is een geslacht van hooiwagens uit de familie Sclerosomatidae.
De wetenschappelijke naam Akalpia is voor het eerst geldig gepubliceerd door Roewer in 1915. 

## Soorten
Akalpia omvat de volgende 2 soorten:
- Akalpia nipponica
- Akalpia oblonga